# Brunnthal
Brunnthal település Németországban, azon belül Bajorországban. Lakosainak száma 5650 fő (2023. december 31.). Brunnthal Hohenbrunn, Höhenkirchen-Siegertsbrunn, Sauerlach, Taufkirchen, Aying és Oberhaching községekkel határos.

## Népesség
A település népessége az elmúlt években az alábbi módon változott:
| Lakosok száma | 2523 | 2047 | 4827 | 4927 | 5167 | 5311 | 5513 | 5546 | 5580 | 5650 |
|               | 1970 | 1975 | 2011 | 2012 | 2014 | 2015 | 2017 | 2019 | 2022 | 2023 |